# Exocentrus hallei
Exocentrus hallei är en skalbaggsart som beskrevs av Pierre Lepesme och Stefan von Breuning 1955. Exocentrus hallei ingår i släktet Exocentrus och familjen långhorningar.
Artens utbredningsområde är Sierra Leone. Inga underarter finns listade i Catalogue of Life.